# Allemansplein
Allemansplein is het zeventiende studioalbum van de Nederlandse band De Dijk uitgebracht in 2014. Op het album staat het nummer Alles komt goed met Thomas Acda dat de soundtrack vormt voor de film Wonderbroeders.

## Hoes
Het artwork van de hoes is een grafisch ontwerp van Piet Schreuders, dat bestaat uit kaartfragmenten van het stadscentrum Amsterdam, afkomstig van de Dienst der Publieke Werken van de gemeente Amsterdam uit de periode 1941-1974 en fragmenten uit de Ordnance Survey van Chessington uit 1964.

## Nummers
| Nr. | Titel                             | Schrijver(s)                                          | Duur |
| --- | --------------------------------- | ----------------------------------------------------- | ---- |
| 1.  | Alles komt goed                   | Antonie Broek, Huub van der Lubbe (met Thomas Acda)   | 3:30 |
| 2.  | Mensen zijn mensen                | Antonie Broek, Huub van der Lubbe                     | 3:53 |
| 3.  | Niet de lef                       | Nico Arzbach, Huub van der Lubbe                      | 2:58 |
| 4.  | Schaf de zon af                   | Nico Arzbach, Antonie Broek, Huub van der Lubbe       | 3:32 |
| 5.  | Steen                             | Pim Kops, Huub van der Lubbe                          | 3:02 |
| 6.  | Zelfs de regen                    | Nico Arzbach, Huub van der Lubbe                      | 3:04 |
| 7.  | Schedel en knekels                | Hans van der Lubbe, Nico Arzbach, Huub van der Lubbe  | 4:16 |
| 8.  | Allemansplein (wat het nooit was) | Nico Arzbach, Huub van der Lubbe                      | 5:06 |
| 9.  | Weg maar niet kwijt               | Antonie Broek, Huub van der Lubbe                     | 3:02 |
| 10. | Alles kan nog                     | Huub van der Lubbe                                    | 3:48 |
| 11. | Als jij van me houdt              | Hans van der Lubbe, Antonie Broek, Huub van der Lubbe | 3:58 |
| 12. | Zo gelukkig                       | Hans van der Lubbe, Huub van der Lubbe                | 3:42 |
| 13. | Waar geen wil is ben ik weg       | JB Meijers, Ilse DeLange, Huub van der Lubbe          | 3:41 |
| 14. | Overal en nergens                 | Nico Arzbach, Roland Brunt, Huub van der Lubbe        | 5:21 |